# Lake megye (Illinois)
Lake megye az Amerikai Egyesült Államokban, azon belül Illinois államban található. Megyeszékhelye és legnagyobb városa Waukegan. Lakosainak száma 714 342 fő (2020. április 1.).

## Szomszédos megyék
- Kenosha megye (észak)
- Cook megye (dél)
- McHenry megye (nyugat)
- Allegan megye
- Van Buren megye
- Berrien megye

## Népesség
A megye népességének változása:
| Lakosok száma | 704 165 | 701 052 | 701 219 | 703 019 | 703 910 | 714 342 |
|               | 2010    | 2011    | 2012    | 2013    | 2015    | 2020    |